# ジャネット・マーゴリン
ジャネット・マーゴリン（Janet Margolin,  1943年7月25日 - 1993年12月17日）は、アメリカ合衆国の女優である。

## 来歴
1943年、ニューヨーク州ニューヨーク市に生まれる。父親はロシアからの移民で、会計士だった。High School of Performing Artsで演劇を学び、1961年の18歳のときに『Daughters of Silence』というタイトルの演目でブロードウェイデビューを果たし、女優としての活動を開始した。同劇での演技は批評家にも高い評価を得て、1962年のトニー賞へもノミネートされている。またトニー賞をノミネートされた同年に『リサの瞳のなかに』で映画デビューも果たし、ウディ・アレン監督の『アニー・ホール』などへも出演。その後も60年代から80年代にかけて数々の映画やテレビドラマへ出演して女優として確固たる地位を築き上げた。

### 私生活
1968年に映画スタッフだったジェリー・ブラントと結婚したが、1971年に離婚。1979年に俳優でシットコム『ブロッサム』の主人公の父親役などで知られるテッド・ウォズと再婚し、1993年に死去するまで夫婦関係が続いた。

### 死去
卵巣腫瘍により、1993年12月17日にロサンゼルスの自宅にて50歳で他界した。遺作になった映画はビル・マーレイ主演の人気コメディ映画の続編『ゴーストバスターズ2』で、同作品では主人公らを窮地に追いやろうとする女検事を演じた。またテレビドラマでは『ジェシカおばさんの事件簿』の殺人犯役と『新刑事コロンボ』の被害者役だった。

## 出演作品

### 映画
- リサの瞳のなかに David and Lisa (1962)
- 偉大な生涯の物語 The Greatest Story Ever Told (1965)
- 帰郷 Bus Riley's Back in Town (1965)
- モリツリ/南太平洋爆破作戦 Morituri (1965)
- ネバダ・スミス Nevada Smith (1966)
- El ojo de la cerradura (1966)
- Ten Blocks on the Camino Real (1966) ※テレビ映画
- Enter Laughing (1967)
- 想い出よ、今晩は! Buona Sera, Mrs. Campbell (1968)
- 泥棒野郎 Take the Money and Run (1969)
- 恐怖の不時着飛行 Family Flight (1972) ※テレビ映画
- バチェラー・パーティ 恋の3分コール Your Three Minutes Are Up (1973)
- Pray for the Wildcats (1974)
- Planet Earth (1974) ※テレビ映画
- Martinelli, Outside Man (1977) ※テレビ映画
- アニー・ホール Annie Hall (1977)
- Murder in Peyton Place (1977)
- Sharon: Portrait of a Mistress (1977)
- 惨事! ビル大火災 The Triangle Factory Fire Scandal (1979) ※テレビ映画
- Last Embrace (1979)
- オレゴンの黒い日 The Plutonium Incident (1980)
- Tonight's the Night (1987) ※テレビ映画
- ディスタント・サンダー Distant Thunder (1988)
- ゴーストバスターズ2 Ghostbusters II (1989)
- ワイヤートラップ/ 影なき狙撃者 Murder C.O.D. (1990)

### テレビドラマ
- The Edge of Night (1961)
- ベン・ケーシー Ben Casey (1962)
- Alcoa Premiere (1962)
- East Side/West Side (1963)
- ディフェンダーズ The Defenders (1963)
- Arrest and Trial (1964)
- コロネットブルーの謎 Coronet Blue (1967)
- 外科医ギャノン Medical Center (1971)
- 若き弁護士たち The Young Lawyers (1971)
- インターン The Interns (1971)
- Owen Marshall, Counselor at Law (1971)
- モッズ特捜隊 The Mod Squad (1972)
- ルーカス・タナー Lucas Tanner (1973)
- ポリス・ストーリー Police Story (1973, 1975)
- The Wide World of Mystery (1975)
- Police Woman (1975)
- S.W.A.T. (1975)
- 警官フォレスター Joe Forrester (1976)
- セルピコ Serpico (1976)
- Lanigan's Rabbi (1976 - 1977)
- 刑事スタスキー&ハッチ Starsky and Hutch (1977)
- エディ・キャプラ・ミステリー The Eddie Capra Mysteries (1978)
- 新・刑事コロンボ Columbo (1990)
- ジェシカおばさんの事件簿 Murder, She Wrote (1990)

## 参照
1. 1 2 3  “Janet Margolin Biography”. 2014年7月1日閲覧。